# Lie Zi
El Liezi (Chino: 列子; Pinyin: liè zĭ; Wade-Giles: Lieh Tzu) es una de las tres obras fundamentales del taoísmo filosófico, junto con las más conocidas de Lao-Tse y Zhuangzi. Es atribuido a Lie Yukou (Lie Zi), a quien se considera un personaje legendario.

## Planteamiento
El texto fue inscrito en la librería imperial con el nombre de Tratado de la Perfecta Vacuidad. Generalmente es considerada la más práctica de las obras taoístas principales, frente al más filosófico Dàodé jīng o al más poético Libro de Zhuangzi.
En el capítulo 1.º del libro II se describe un reino mítico en que «no hay jefes y todo funciona por sí mismo, el pueblo carece de deseos, y todo se desarrolla de forma natural». El revolucionario chino del siglo XX Sun Yat-sen consideró este libro como precursor del anarquismo. En sus Tres Principios del Pueblo escribió: «el reino de Huaxushi, del que Liezi dice que sus habitantes no tienen ni jefe ni ley, es el estado de naturaleza pura, ¿acaso no es eso anarquismo?».

## Historia textual
Las dos primeras referencias al libro Liezi son de la antigua dinastía Han. El editor Liu Xiang señala que eliminó las repeticiones en el Liezi y lo reorganizó en ocho capítulos (pian 篇). La sección de bibliografía del Libro de Han (藝文志) dice que tiene ocho capítulos (篇) y concluye que dado que el Zhuangzi cita a Liezi, éste debe haber vivido antes que Zhuangzi. Hay una brecha histórica de tres siglos hasta la siguiente evidencia del Liezi: el comentario de la dinastía Jin por Zhang Zhan 張湛 (aproximadamente 370 d. C.). El prefacio de Zhang afirma que su abuelo le transmitió su copia de Liezi. Todos los textos del Liezi conservados se derivan de la versión de Zhang, que se divide en ocho capítulos (juan 巻).
Durante el reinado del emperador Xuanzong de Tang,Liezi fue designado un clásico taoísta, completando la trilogía con los más famosos Tao Te Ching y Zhuangzi, y recibió el título honorífico de Chongxu zhenjing (沖虛 真經; es decir, "Clásico del Vacío Perfecto"). Esta "Simplicidad y Vacuidad" es la traducción de Wing-tsit Chan; chongxu (literalmente "modesto") generalmente significa "elevarse en altura, elevarse alto, despreocupado, sin carga de ambición". Durante el reinado del emperador Zhenzong de Song, el Liezi fue honrado como el Chongxu zhide zhenjing (沖虛 至德 ," Verdadero clásico de la simplicidad, la vacuidad y la virtud perfecta ").

## Contenido
Los ocho capítulos de Liezi se muestran a continuación (con las traducciones de títulos adaptadas de Graham 1960).
- 1 天瑞 Tian Rui. Regalos del cielo
- 2 黃帝 Huang Di. El Emperador Amarillo
- 3 周 穆王 Zhou Mu Wang. El Rey Mu de Zhou
- 4 仲尼 Zhong Ni. Confucio
- 5 汤 问 Tang Wen. Las preguntas de Tang
- 6 力 命 Li Ming. Esfuerzo y Destino
- 7 楊朱 Yang Zhu. Yang Zhu
- 8 說 符 Shuo Fu. Explicando conjunciones

La mayoría de los capítulos de Liezi llevan el nombre de personajes famosos de la mitología y la historia de China. Gobernantes sabios como el Emperador Amarillo (supuestamente del 2698 -2599 a. C.), el Rey Tang de Shang (1617 -1588 a. C.) y el Rey Mu de Zhou (1023 -983 a. C.); o filósofos como Confucio (551-479 a. a. C.) y Yang Zhu (aproximadamente 350 d. C.).
El Liezi es generalmente considerado como el más práctico de los principales trabajos taoístas, en comparación con la narrativa poética de Laozi y las escrituras filosóficas de Zhuangzi. Aunque Liezi no ha sido ampliamente publicado en Occidente, algunos pasajes son bien conocidos. Por ejemplo, Gengsangzi (庚 桑 cf, ver Zhuangzi capítulo 23) da esta descripción de la experiencia pura taoísta:
   "Mi cuerpo está de acuerdo con mi mente, mi mente con mis energías, mis energías con mi espíritu, mi espíritu con la Nada. Siempre que lo más mínimo que existe o el sonido más leve me afecta, ya sea que esté muy lejos más allá de las ocho fronteras, o al alcance de la mano entre mis cejas y pestañas, estoy obligado a saberlo. Sin embargo, no sé si lo percibí con los siete agujeros en mi cabeza y mis cuatro extremidades, o si lo sabía a través de mi corazón, mi vientre y mis órganos internos. Es simplemente autoconocimiento." (capítulo 4, tr. Graham 1990: 77-78)
Se compara el aforismo de Zhuangzi: "El Hombre Perfecto usa su mente como un espejo: no busca nada, no acoge nada, responde pero no almacena, por lo tanto puede vencer las cosas y no lastimarse". (capítulo 7, tr. Watson [1])

## Autenticidad
Los eruditos estudiosos del Liezi han reconocido desde hace tiempo que comparte muchos pasajes con otros textos pre-Han como el Zhuangzi, Daodejing y Lüshi Chunqiu. Barrett (1993: 298) dice que la opinión está "dividida en cuanto a si se trata de una obra antigua con interpolaciones posteriores o una falsificación confeccionada a partir de fuentes antiguas". Por un lado, el Liezi podría contener un núcleo de c. 400 a. C. con escritos auténticos de Lie Yukou; por otro lado, podría ser una compilación forjada por Zhang Zhan del 400 d. C. 
El Liezi es similar al Zhuangzi. Comparten muchos personajes e historias; Graham (1990: 12) enumera dieciséis episodios completos más secciones de otros. Zhuangzi también menciona a Liezi en cuatro capítulos y Lie Yukou en tres. Por ejemplo, este famoso pasaje:
   "[Liezi] podía manejar el viento e ir volando con una habilidad fresca y ventosa, pero después de quince días regresó a la tierra. En cuanto a la búsqueda de la buena fortuna, él no se preocupó. Se libró de la molestia de caminar, pero aún tenía que depender de algo para moverse. Si él solo hubiera montado en la verdad del Cielo y la Tierra, montado en los cambios de las seis respiraciones, y así deambulado por lo ilimitado, entonces, ¿de qué habría tenido que depender? Por lo tanto, yo digo que el Hombre Perfecto no tiene yo; el Hombre Santo no tiene mérito; el Sabio no tiene fama." (capítulo 1, tr. Watson)
Los últimos dos capítulos tienen contenidos heterogéneos que difieren del taoísmo contenido en otras partes del libro. El capítulo 7 registra la filosofía hedonista de "Yang Zhu" (Yangzi), famoso por la crítica de Mencio de que él "creía en 'cada hombre por sí mismo'. Si hubiera podido ayudar al mundo entero arrancándose un solo cabello, no lo habría hecho ". (capítulo 7A, tr. Muller) Zhang Zhan especula que este capítulo, centrado en la indulgencia sobre los placeres físicos y temporales, fue de los primeros años de Lie Yuko como hedonista, antes de convertirse en taoísta. El conocido erudito de la filosofía china, Wing-Tsit Chan (1963: 309) llama al capítulo "Yang Zhu" "Taoísmo negativo" en contraste con el taoísmo de Laozi, Zhuangzi y Huainanzi que fueron "todos positivos y en que cada uno representa algo nuevo." El Capítulo 8, "Explicando Conjunciones", se toma principalmente de otras fuentes tempranas, no solo de los textos taoístas sino confucianos y moístas, dos filosofías que se oponían al taoísmo filosófico que este libro expone.
Angus C. Graham, profesor emérito de la Escuela de Estudios Orientales y Africanos, iluminó la procedencia textual. Después de traducir a Liezi (1960), que Barrett (1993: 307) llama indudablemente "la mejor traducción a un idioma occidental hasta la fecha", Graham (1961) analizó lingüísticamente la evidencia interna y los paralelos textuales. Descubrió muchos casos en los que el Liezi es claramente secundario a otros textos, pero ninguno donde sea la fuente principal de un pasaje. El Prefacio a la traducción revisada de Liezi (1990: xi-xv) explica su cambio significativo de actitud:
   "Aunque en 1960 la mayoría de los eruditos en China ya reconocían la fecha tardía del Liezi, la mayoría de los occidentales todavía no estaban dispuestos a cuestionar su antigüedad. Mis propios estudios textuales, aún no completados cuando esta traducción apareció por primera vez, respaldaron la datación china, que ahora prevalece también en Occidente. ... El resultado de la investigación textual fue una sorpresa para mí. El presente libro describe el capítulo hedonista 'Yang [Zhu]' como 'tan diferente del resto de [Liezi] que debe ser de otra mano ... El pensamiento es ciertamente muy diferente, y muestra signos de edición e interpolación por parte del autor taoísta ... Pero aunque un escrutinio cercano generalmente revela marcadas diferencias de estilo entre el cuerpo del libro y pasajes tomados de fuentes anteriores, no pude encontrar ninguno para distinguir el capítulo hedonista del resto. (1990: XIII)
Debido a malentendidos textuales ocasionales de Liezi en el comentario de Zhang Zhan, Graham concluye que la "mano guía" probablemente perteneció al padre o abuelo de Zhang, lo que significaría que se compuso sobre el año 300 d. C.
Las sugerencias de influencias budistas en los capítulos 3 y 6 del Liezi son pruebas que corroboran potencialmente una fecha tardía de composición (ver el budismo en China). "El rey Mu de Zhou" discute las percepciones sensoriales como ilusiones; "Esfuerzo y Destino" adopta una visión fatalista (si no kármica) del destino, lo que va en contra del concepto taoísta tradicional del Wuwei.

## Edición en español
- Lie Yukou (1987 (4ª edición 2008)). Lie Zi. El libro de la perfecta vacuidad. Traducción directa del chino, introducción y notas a cargo de Iñaki Preciado Idoeta. Barcelona: Editorial Kairós. ISBN 978-84-7245-336-4.